# 博根特赖希
博根特赖希（德語：Borgentreich，發音：[ˈbɔʁɡn̩ˌtʁaɪç] ⓘ）是德国北莱茵-威斯特法伦州代特莫尔德行政区赫克斯特县的城市，面积138.94平方千米，2023年12月31日人口为8,673人。